# Ernesto Federico di Baden-Durlach
Ernesto Federico di Baden-Durlach (Durlach, 17 ottobre 1560 – Remchingen, 14 aprile 1604) è stato Margravio di Baden Durlach.

## Biografia
Ernesto Federico era figlio del Margravio Carlo II di Baden-Durlach e di Anna del Palatinato-Veldenz, ottenendo alla morte del padre il Margraviato di Baden-Durlach, nel 1577. Data la sua giovane età, ebbe come tutori la madre Anna, il Principe Ludovico VI del Palatinato e il Duca Ludovico III di Württemberg.
I suoi fratelli, Giacomo e Giorgio Federico, ottennero parte dei domini (sempre sotto tutela dei principi sopracitati) e i domini del Baden si suddivisero quindi in Baden-Durlach e Baden-Baden. Il Margraviato di Baden-Hachberg venne fondato nel 1590 alla morte di Giacomo per Ernesto Federico.
Dal 1588 Ernesto Federico spostò la propria residenza nel Castello di Gottesaue. Nel 1595 ottenne anche il Margraviato di Baden-Baden da Edorardo Fortunato, suo parente della linea parallela di Baden-Baden.
A differenza dei fratelli, fu di religione calvinista.
Morì nel 1604 a Remchingen e venne sepolto nella tomba di famiglia del castello, presso la chiesa di S. Michele.

## Matrimonio
Ernesto Federico sposò il 21 dicembre 1585 Anna della Frisia orientale (m. 1621), figlia del Conte Edzardo II della Frisia orientale, dalla quale però non ebbe figli.
Alla sua morte, i suoi domini passarono al fratello Giorgio Federico.

## Ascendenza
|                                   |                                       |                                    | Genitori                         |  |  | Nonni |  |  | Bisnonni              |  |  | Trisnonni        |  |
|                                   |                                       |                                    |                                  |  |  |       |  |  | Cristoforo I di Baden |  |  | Carlo I di Baden |  |
|                                   |                                       |                                    |                                  |  |  |       |  |  | Cristoforo I di Baden |  |  | Carlo I di Baden |  |
|                                   |                                       | Caterina d'Austria                 |                                  |  |  |       |  |  | Cristoforo I di Baden |  |  |                  |  |
| Ernesto I di Baden-Durlach        |                                       |                                    |                                  |  |  |       |  |  | Cristoforo I di Baden |  |  |                  |  |
|                                   |                                       | Ottilia von Katzenelnbogen         | Filippo I di Katzenelnbogen      |  |  |       |  |  |                       |  |  |                  |  |
|                                   |                                       | Ottilia von Katzenelnbogen         | Filippo I di Katzenelnbogen      |  |  |       |  |  |                       |  |  |                  |  |
|                                   |                                       | Ottilia von Katzenelnbogen         | …                                |  |  |       |  |  |                       |  |  |                  |  |
| Carlo II di Baden-Durlach         |                                       | Ottilia von Katzenelnbogen         |                                  |  |  |       |  |  |                       |  |  |                  |  |
|                                   |                                       | Giorgio di Rosenfeld               | …                                |  |  |       |  |  |                       |  |  |                  |  |
|                                   |                                       | Giorgio di Rosenfeld               | …                                |  |  |       |  |  |                       |  |  |                  |  |
|                                   |                                       | Giorgio di Rosenfeld               | …                                |  |  |       |  |  |                       |  |  |                  |  |
| Ursula di Rosenfeld               |                                       | Giorgio di Rosenfeld               |                                  |  |  |       |  |  |                       |  |  |                  |  |
|                                   |                                       | …                                  | …                                |  |  |       |  |  |                       |  |  |                  |  |
|                                   |                                       | …                                  | …                                |  |  |       |  |  |                       |  |  |                  |  |
|                                   |                                       | …                                  | …                                |  |  |       |  |  |                       |  |  |                  |  |
| Ernesto Federico di Baden-Durlach |                                       | …                                  |                                  |  |  |       |  |  |                       |  |  |                  |  |
|                                   | Alessandro del Palatinato-Zweibrücken | Luigi I del Palatinato-Zweibrücken |                                  |  |  |       |  |  |                       |  |  |                  |  |
|                                   | Alessandro del Palatinato-Zweibrücken | Luigi I del Palatinato-Zweibrücken |                                  |  |  |       |  |  |                       |  |  |                  |  |
|                                   | Alessandro del Palatinato-Zweibrücken | Giovanna de Croÿ                   |                                  |  |  |       |  |  |                       |  |  |                  |  |
| Roberto del Palatinato-Veldenz    | Alessandro del Palatinato-Zweibrücken |                                    |                                  |  |  |       |  |  |                       |  |  |                  |  |
|                                   |                                       | Margherita di Hohenlohe-Neuenstein | Kraft IV di Hohenlohe-Neuenstein |  |  |       |  |  |                       |  |  |                  |  |
|                                   |                                       | Margherita di Hohenlohe-Neuenstein | Kraft IV di Hohenlohe-Neuenstein |  |  |       |  |  |                       |  |  |                  |  |
|                                   |                                       | Margherita di Hohenlohe-Neuenstein | …                                |  |  |       |  |  |                       |  |  |                  |  |
| Anna di Veldenz                   |                                       | Margherita di Hohenlohe-Neuenstein |                                  |  |  |       |  |  |                       |  |  |                  |  |
|                                   |                                       | …                                  | …                                |  |  |       |  |  |                       |  |  |                  |  |
|                                   |                                       | …                                  | …                                |  |  |       |  |  |                       |  |  |                  |  |
|                                   |                                       | …                                  | …                                |  |  |       |  |  |                       |  |  |                  |  |
| …                                 |                                       | …                                  |                                  |  |  |       |  |  |                       |  |  |                  |  |
|                                   |                                       | …                                  | …                                |  |  |       |  |  |                       |  |  |                  |  |
|                                   |                                       | …                                  | …                                |  |  |       |  |  |                       |  |  |                  |  |
|                                   |                                       | …                                  | …                                |  |  |       |  |  |                       |  |  |                  |  |
|                                   |                                       | …                                  |                                  |  |  |       |  |  |                       |  |  |                  |  |